# Stabat Mater (Dvořák)
Pour les articles homonymes, voir Stabat Mater (homonymie).

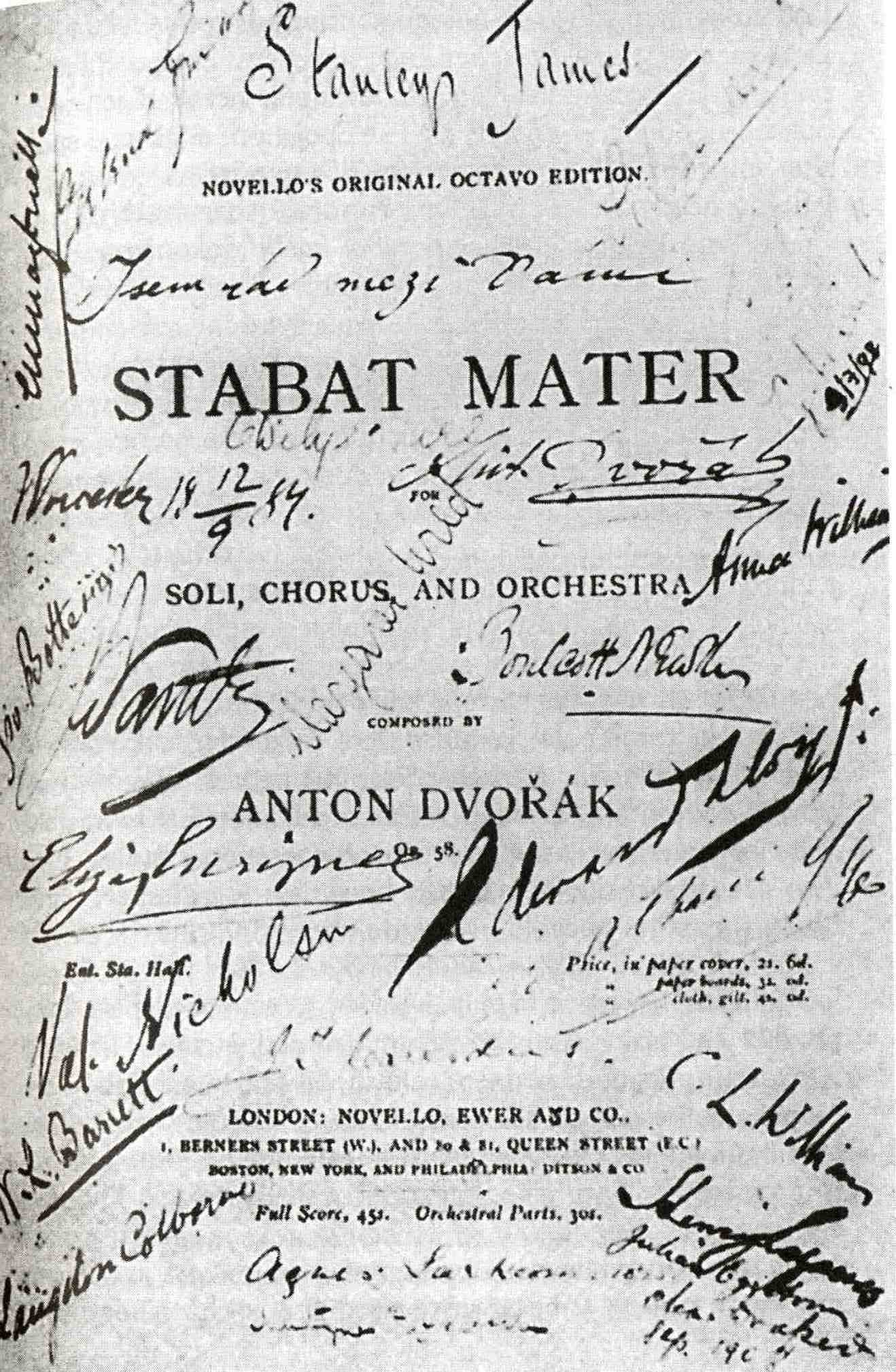
Page titre de la partition du Stabat Mater. Souvenir de l'interprétation du 12 septembre 1884 à Worcester, avec les signatures d'Antonín Dvořák et des membres de l'orchestre

Le Stabat Mater (opus 58, B.71) est une œuvre pour soli, chœur et orchestre du compositeur tchèque Antonín Dvořák.

## Genèse
Alors qu'il est encore peu connu en dehors de son pays d'origine, le Stabat Mater va contribuer à faire connaître l'auteur sur la scène mondiale. L'œuvre est dédiée à František Hušpauer, un ami d'enfance du musicien. Elle est sa première œuvre sacrée (à part une messe de jeunesse qu'il a détruite et une autre qui a été perdue) et est intimement liée à la tragédie familiale qui frappe Dvořák. Le 21 septembre 1875, sa fille nouveau-née Josefa meurt. En réaction à ce deuil, Dvořák compose une première version de l'œuvre entre le 19 février et le 7 mai 1876. Cette version est confiée à quatre solistes, un chœur et un piano. Dvořák met l'œuvre de côté sans aborder l'orchestration.
Dvořák perd ses deux autres enfants à quelques semaines d'intervalle, sa fille Růžena le 13 août et son fils ainé Otakar le 8 septembre 1877. C'est alors qu'il reprend le manuscrit abandonné l'année précédente. Il rajoute trois mouvements (les numéros 5, 6 et 7) et orchestre l'ensemble de l'œuvre entre octobre et le 13 novembre 1877.
Le compositeur suit dans l'ensemble la version liturgique du Missel romain, mais s'en éloigne de temps en temps vers la fin pour suivre celle de la séquence du XIIIe siècle de Jacopo da Todi, qui traduisent plus spécifiquement sa propre douleur, suivant en cela une pratique fréquente au XIXe siècle :
- Dans le premier vers de la strophe 13, au lieu de la version liturgique ("Fac me tecum pie flere"), Dvořák prie non pas "pleurer pieusement avec toi", parce que ses pleurs sont bien réels et n'ont rien à voir avec de la piété ; mais pour que cette douleur soit véritablement associée à celle de la Vierge ("Fac me vere tecum flere,").
- Dans la fin de la strophe 17, Dvorak s'éloigne du texte liturgique ("Fac me cruce inebriari Et cruore Filii") en parlant de "cette croix" (au lieu de "de la croix") et de "l'amour du fils" (au lieu du "sang de votre fils"), signature personnelle qui fait le parallèle entre la douleur de la Vierge et la sienne propre face à la mort de son enfant : "Cruce hac inebriari Ob amorem filii". Il continue sa prière personnelle dans la strophe 18, en se disant dans le premier vers "brûlant et dévoré de flammes" (Inflammatus et accensus) au lieu de "craignant les flammes de l'enfer" (Flammis ne urar succensus).
- Enfin, dans la strophe 19, la version liturgique s'adresse au Christ pour lui demander au jour dernier la grâce d'être conduit par Marie à la palme des vainqueurs ("Christe, cum sit hinc exire, Da per Matrem me venire Ad palmam victoriae."). Dvořák reprend la version du XIIIe siècle "Fac me cruce custodiri, Morte Christi praemuniri, Confoveri gratia", qui ne parle plus du jugement dernier mais de la vie qui lui reste à vivre dans la douleur : "Fais que je sois gardé par cette croix, fortifié par la mort du Christ, soutenu par la grâce".

Le compositeur a dépassé sa propre souffrance pour donner une œuvre empreinte d'émotion confiée plus aux voix qu'à l'orchestre, mais jaillissante et spontanée même dans l'affliction atteignant ainsi une grandeur universelle.

## Création et premières
La création de la version avec orchestre eut lieu le 23 décembre 1880 à Prague sous la direction d'Adolf Čech, avec comme solistes : Eleanora Ehrenberg, Betty Fibich, Antonín Vávra et Karel Čech. La partition est publiée en 1881 à Berlin. À cette occasion, le numéro d'opus 58 lui est donnée en place du no 28 initial.
L'audience de son œuvre devient très vite internationale, avec des exécutions dans les différentes grandes villes d'Europe et aux États-Unis. Dvořák est invité à Londres en 1884 pour y diriger sa partition au Royal Albert Hall, avec un effectif impressionnant (près de 800 choristes), ce qui a contribué de manière importante à la reconnaissance du reste de son œuvre en Angleterre.
La version originale (pour piano, chœur et solistes) n'a jamais été exécutée du vivant de Dvořák. Trouvée dans une collection privée, elle est éditée en 2004 et interprétée depuis par de petites formations.

## Structure de l'œuvre
La durée d'exécution est d'environ une heure trente.
1. Stabat Mater dolorosa (quatuor vocal avec chœur), andante con moto
2. Quis est homo, qui non fleret (quatuor vocal), andante sostenuto
3. Eja Mater, fons amoris (chœur), allegro moderato
4. Fac, ut ardeat cor meum (basse et chœur), largo
5. Tui nati vulnerati (chœur), andante con moto (ajouté pour la version orchestrale)
6. Fac me vere (ténor et chœur), andante con moto (ajouté pour la version orchestrale)
7. Virgo virginum (chœur), largo (ajouté pour la version orchestrale)
8. Fac, ut portem Christi mortem (duo soprano et ténor), larghetto
9. Inflammatus et accensus (alto solo), andante con moto
10. Finale: Quando corpus morietur (quatuor vocal avec chœur), andante con moto

## Orchestration
La version définitive (1877) est donc pour un orchestre comprenant :
| Instrumentation du Stabat Mater                                      |
| Voix                                                                 |
| Solistes : soprano, ténor, alto, basse chœurs à 4 voix               |
| Bois                                                                 |
| 2 flûtes, 2 hautbois, 1 cor anglais 2 clarinettes, 2 bassons         |
| Cuivres                                                              |
| 4 cors (2 en fa et 2 en ré), 2 trompettes, 3 trombones, 1 tuba       |
| Percussions                                                          |
| timbales                                                             |
| Cordes                                                               |
| premiers violons, seconds violons, altos, violoncelles, contrebasses |

Un orgue accompagne également certains passages du 4e mouvement "Fac, ut ardeat cor meum".

## Discographie
Version orchestrée (1877)
- Vaclav Talich, Orchestre philharmonique tchèque, Supraphon, 1952
- Ferenc Fricsay, Berlin RIAS-Symphonie-Orchester, ZYX Music, 1953
- Václav Smetáček, Czech Philharmonic Orchestra, Deutsche Grammophon / Supraphon, 1961
- Rafael Kubelik, Orchestre de la Radio bavaroise, Deutsche Grammophon, 1976
- Wolfgang Sawallisch, Chœur et Orchestre philharmonique tchèque, Supraphon, 1982
- Jiří Bělohlávek, Chœur et Orchestre philharmonique tchèque, Chandos, 1991
- Zdeněk Mácal, Orchestre symphonique de New Jersey, Delos, 1994
- Helmuth Rilling, Oregon Bach Festival Orchestra & Choir, Hänssler, 1996
- Jiří Bělohlávek, Orchestre symphonique de Prague, Supraphon, 1997
- Robert Shaw, Chœur et Orchestre symphonique d'Atlanta, Telarc, 1998
- Robert Shafer, Chœur et Orchestre symphonique de Washington, Naxos, 2000
- Giuseppe Sinopoli, Staatskapelle de Dresde, Deutsche Grammophon, 2000
- Nikolaus Harnoncourt, Chœur et Orchestre symphonique de la Radio bavaroise, Sony/RCA, 2007
- Neeme Järvi, Chœur et Orchestre philharmonique de Londres, 2010
- Philippe Herreweghe, Collegium Vocale Gent, Phi, 2012
- Jiří Bělohlávek, Choeur et Orchestre philharmonique tchèque, Decca, 2017

Version avec piano (1876)
- Accentus avec Brigitte Engerer dirigé par Laurence Equilbey, Naïve Records, 2007
- Jean Sourisse, Choeur d'Oratorio de Paris, Syrius, 2018